# Miss Ucrânia
Miss Ucrânia é um concurso de beleza feminino realizado anualmente no país do mesmo nome. O concurso é o oficial credenciado pelo Miss Universe Organization. Suas vitoriosas representam seu país e cultura no certame internacional. O país, apesar de participar do certame somente em 1995, nunca ganhou uma coroa. 

## Coordenações
- de 2006 a 2015: Oleksandra Nikolayenko
- de 2016 a atual: Anna Filimonova

## Vencedoras
| Ano  | Miss Ucrânia           | Província    | Colocação              |
| 1995 | Irina Chernomaz        | Kiev         |                        |
| 1996 | Irina Borisova         | Chernivtsi   |                        |
| 1997 | Natalia Nadtochey      | Chernivtsi   |                        |
| 1998 | Olena Spirina          | Kiev         |                        |
| 1999 | Zanna Pikhulya         | Kherson      |                        |
| 2000 | Natalie Shvachko       | Kiev         |                        |
| 2001 | Yuliya Linova          | Kherson      |                        |
| 2002 | Liliana Gorova         | Kiev         |                        |
| 2003 | Lilja Kopytova         | Donetsk      |                        |
| 2004 | Oleksandra Nikolayenko | Odessa       |                        |
| 2005 | Juliya Chernyshova     | Kiev         |                        |
| 2006 | Inna Tsymbalyuk        | Chernivtsi   | Semifinalista (Top 20) |
| 2007 | Lyudmila Bikmullina    | Kharkiv      | Semifinalista (Top 15) |
| 2008 | Eleonora Masalab       | Kharkiv      |                        |
| 2009 | Kristina Koz-Gotlib    | Donetsk      |                        |
| 2010 | Anna Poslavskaya       | Kherson      | 4º. Lugar              |
| 2011 | Olesya Stefanko        | Odessa       | 2º. Lugar              |
| 2012 | Anastasia Chernova     | Kharkiv      |                        |
| 2013 | Olga Storozhenko       | Vinnytsia    | Semifinalista (Top 10) |
| 2014 | Diana Harkusha         | Kharkiv      | 3º. Lugar              |
| 2015 | Anna Vergelskaya       | Kiev         |                        |
| 2016 | Alena Spodynyuk        | Sevastopol   |                        |
| 2017 | Yana Krasnikova        | Kiev         |                        |
| 2018 | Karina Zhosan          | Odessa       |                        |
| 2019 | Anastasia Subbota      | Zaporizhzhya |                        |